# Sara-Brita Ekman
Sara Birgitta (Sara-Brita) Ekman, född 23 november 1907 i Nordstrand i Akershus fylke i Norge, död 19 november 2001 i Vrigstad, var en svensk tecknare och grafiker.
Hon var dotter till professor Vang Walfrid Ekman och Ingeborg Ekman. Hon studerade vid Slöjdföreningens skola i Göteborg 1928–1931 och vid Konstakademiens etsningsskola 1935–1936, i Berlin 1937 samt vid Skolan för bok och reklamkonst i Stockholm 1941–1943. Hennes konst består av landskap i olja eller akvarell samt grafiska blad och teckningar. Som illustratör har hon bland annat illustrerat Hanna Viréns bok Det var en gång ett hem från 1947. Ekman är begravd på Nydala kyrkogård.